# مارتوفسکی
مارتوفسکی (به لاتین: Martovsky) یک منطقهٔ مسکونی در روسیه است که در استان آستراخان واقع شده‌است.